# الهه اجباری
الهه اجباری فعال حقوق بشر بلوچ است.

## زندگی و تحصیل
الهه اجباری اهل استان سیستان و بلوچستان ایران متولد زابل در مدرسه سمپاد تحصیل خود را به اتمام رساند. او دانشجوی سابق دانشگاه تهران است و در رشته تکنولوژی آموزشی و روان‌شناسی تحصیل کرده است.
او سابقه ازدواج اجباری هم در ۱۷ سالگی داشته است.
او کنش‌گری حقوق بشری خود را در سال ۱۳۹۴ در اعتراض به حکم رشد و کودک‌همسری شروع کرد. سپس فعالیت‌های خود را در حوزه زنان و توانمندسازی آن‌ها در حوزه اقتصادی شروع ادامه داد. او در سال ۱۳۹۹ به‌دلیل فعالیت‌های خود به تبلیغ علیه نظام متهم شد و ۳ ماه را در اوین و بخش عمده‌ای را در انفرادی گذراند.
او در سال ۱۴۰۳ اعلام کرد که گرایش جنسی اش زن گرا (لزبین) است و گفته بود که «زنم ازم خواستگاری کرد».

## بازداشت و آزار جنسی
در ۱۴ آذر ۱۴۰۱ و در میانه خیزش ۱۴۰۱ ایران او ادعا کرده بود که درحالی که از کلاسی که برگزار کرده بود برمی‌گشت توسط چهار مرد محلی ربوده شده و چهار روز مورد آزار و اذیت جنسی و روانی قرار گرفته است.
او بعداً از ایران خارج شد و توانست با روایت مربوط به ادعای ربایش خود در یکی از کشورهای اروپایی ساکن و پناهنده شود. او سپس در رسانه‌ها به صورت علنی دربارهٔ نقض حقوق بشر در زندان‌های جمهوری اسلامی، شرایط بازجویی و تعرض‌های جنسی به زنان معترض افشاگری کرد.